# ティロン県
ティロン県（英語: County Tyrone [tɪˈroʊn]、アイルランド語: Contae Thír Eoghain、スコットランド語: Coontie Tyrone）は、アイルランド島のイギリスの北アイルランド北西部に位置する県。アルスター地方に属する。県都はオマー。

## 地理
北アイルランドの北西部に位置し、南東にアーマー県、南西にファーマナ県、北東にロンドンデリー/デリー県、南にモナハン県、北西にドニゴール県と接している。また、東にニー湾とも接している。アルスター地方第2の、北アイルランドでは最大の面積を誇る。

### 主な都市
以下にはティロン県の主要な都市や著名な都市（町村）を掲載した。掲載順は人口の多い順である。
- オマー (21,708人、県都)
- ストラバーン (15,000人)
- キャッスルバーグ (11,139人)
- ダンガノン (11,139人)
- クックスタウン (10,646人)
- コーアイランド (2,758人)
- ファイブマイルタウン (1108人)
- ドナウモア (947人)
- キャリックモア (612人)
- ポメロイ (604人)
- アルボー (不明)

## 歴史
- 歴史的には、ティロン県の範囲はフォイル湾まで北に広がっており、フォイル川の東に現在のデリー県に当たる部分も含んでいた。
- ティロン県は17世紀にアルスター地方に存在したゲール系アイルランド人の一門など、さまざまな政治的、軍事的勢力の拠点となっていた。

## 出身有名人
- ヒュー・オニール (第2代ティロン伯) - アイルランド九年戦争の指導者。後に「伯爵の逃走」を起こす。
- ジョン・ヒューズ (1797-1864),アナロガン生まれ。ニューヨーク初のカトリック教会大司教